# Bathydrilus atlanticus
Bathydrilus atlanticus är en ringmaskart som beskrevs av Erséus 1979. Bathydrilus atlanticus ingår i släktet Bathydrilus och familjen glattmaskar. Arten är reproducerande i Sverige. Inga underarter finns listade i Catalogue of Life.